# 유문 (광천대왕)
광천대왕 유문(廣川戴王 劉文, ? ~ 기원전 65년)는 중국 전한의 제후왕으로, 광천왕이다. 광천유왕 유제의 아들이며 광천왕 유거의 형이다.
광천왕 유거의 형이지만 태자는 아니어서, 왕위를 잇지 못했다. 유거가 광천왕 거 22년(기원전 70년)에 희첩 1인을 팽형하고 첩들을 잔혹한 방식으로 죽인 것이 드러나 자결하고 봉국은 폐지되었다. 유거가 왕위를 잃은 지 4년 후인 지절 4년(기원전 66년) 5월 경오일, 유문은 정직해 유거에게 자주 간언했다 해 황제에게서 유거를 대신해 광천왕이 될 수 있었다. 광천대왕 2년(기원전 65년)에 죽어 아들 유해양이 광천왕을 계승했다.

## 가계
- 광천유왕 유제
  - 광천대왕 유문
    - 광천왕 유해양
    - 서량절후 유벽병

서량절후는 신작 4년(기원전 58년) 3월 을해일에 봉해졌다.